# دوغ إليوت
دوغ إليوت هو مغني كندي، ولد في 3 سبتمبر 1962 في إدمونتون في كندا.

## وصلات خارجية
- دوغ إليوت على موقع ميوزك برينز (الإنجليزية)
- دوغ إليوت على موقع ديسكوغز (الإنجليزية)